# Callicephalus
Callicephalus é um género botânico pertencente à família Asteraceae.